# Michael Johan Herbst
Michael Johan Herbst (født 3. juni 1699 i Rendsborg, død 22. oktober 1762 i København) var en dansk søofficer og militær arkitekt.
Faderen var kaptajn ved fortifikationen, Adolph Tobias Herbst. Herbst blev søkadet 1716, deltog under Tordenskiold i Marstrands erobring og gik derefter med orlov i koffardifart til Guinea og Vestindien fra 1720 indtil året 1727, da han udnævntes til sekondløjtnant. Den kendte fabrikmester Knud Nielsen Benstrup ønskede ham uddannet til skibskonstruktør, men Herbst, som foretrak det farende liv, gik i stedet for atter til koffardis og opholdt sig 2 år i de kinesiske farvande som styrmand på et af Asiatisk Kompagnis skibe (1730-32). 1734 forfremmedes han til premierløjtnant og ansattes 1735 som medhjælper for navigationsdirektøren Lorentz Lous. Året efter adjungeredes han ekvipagemesteren, fra hvem han erholdt et særlig godt vidnesbyrd for duelighed og ærlighed, og benyttedes tillige ved tømmeropkøb i Preussen. 1738 forfremmedes han til kaptajnløjtnant og indtrådte samtidig i Konstruktionskommissionen, 1740 blev han kaptajn og ansattes året efter som ekvipagemester. 1743 var Herbst chef for flagskibet Christianus Sextus i viceadmiral Rasmus Krags eskadre. 1748 ansattes han som havnemester i København samt medlem af Havnekommissionen, og i de nærmest påfølgende år under Frederik Danneskiold-Samsøes og Ulrik Frederik Suhms administration deltog han i alle de betydeligere kommissionsarbejder.
1751 blev han kommandørkaptajn og chef for Frederiksværns værft i Norge, som Herbst stort set opbyggede fra bunden: Værftet blev udvidet, tøjhus, takkelladsbygning, kontorbygning og kirke blev bygget og fæstningsværkerne forbedret, alt efter hans tegninger. Især kirken (nu Stavern Kirke) står som et vidnesbyrd om Herbsts indsigt i barokkens militære arkitektur.
hvor han ved sin dygtige og energiske bestyrelse gjorde sig så bemærket, at man efter admiral Suhms død 1756 overdrog ham det vigtige embede som Holmens chef med sæde i Admiralitetskollegiet. Også her gjorde Herbst sig bemærket ved den dygtighed, hvormed han til sin død bestyrede forretningerne. 1757 avancerede han til kommandør og indtrådte tillige samme år i Helsingørs havnekommission. Ved jubilæet 1760 forfremmedes han til schoutbynacht. Almindelig agtet og æret døde han 22. oktober 1762. Han er begravet i Holmens Kirke.
Frederik Danneskiold-Samsøe skriver om ham 1766: "Herbst var kyndig i Holmens indvordes Oeconomie, oplært ved Ekvipagen, sit Embede fuldkommen voxen, fuld af Zele og god Villie, derfor er det ogsaa ham at tilregne, at Eders Majestæt endnu har Flaade."
Herbst var 2 gange gift: 1. gang (1737) med Engelke Marthe f. Liebe (ca. 1715 – 18. februar 1747), steddatter af kommandørkaptajn Carlsen; 2. (1748) med kaptajn under Asiatisk Kompagni Roluf Kjerulffs enke, Anna Cathrine f. Thomsen, som overlevede ham. Han søn Adolph Tobias Herbst blev adlet i 1820.
Der findes et maleri af Peter Wichmann i familieeje. Nogle af Herbsts effekter, bl.a. hans kinesiske testel, som han selv havde hjemført fra Kina, blev solgt på auktion hos Lauritz.com i 2010 af dødsboet efter Tove Herbst-Jensen (1907-2010).